# Günter Konzack

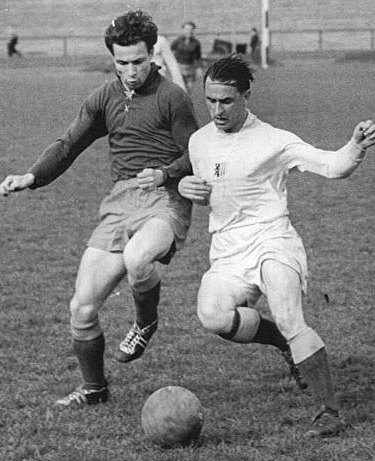
Konzack (rechts) im Duell mit Günter Schroeter

Günter Konzack (* 24. September 1930 in Bergheide in der Niederlausitz; † 16. Februar 2008) war Fußballspieler in der DDR. In der Oberliga, der höchsten DDR-Fußballklasse spielte er für Turbine Erfurt und den SC Lokomotive Leipzig. Nach seiner aktiven Laufbahn wurde er Fußballtrainer.
Unmittelbar nach Kriegsende begann Konzack als 15-Jähriger bei der Sportgemeinschaft Annahütte Fußball zu spielen. Nach dem Schulabschluss nahm er eine Lehre zum Industriekaufmann auf. Mit knapp 20 Jahren begann er ein Sportlehrerstudium an der Leipziger Sporthochschule DHfK und gehörte zu den ersten Absolventen, die 1953 das Diplom erwarben. Während seines Studiums hatte Konzack bei der BSG Chemie Leipzig Fußball gespielt. Ab 1951 gehörte er zum Oberligaaufgebot und bestritt bis 1953 25 Punktspiele in der höchsten Fußballklasse. 
Zu Beginn der Spielzeit 1953/54 wechselte Konzack zu Turbine Erfurt, wo er gleich im ersten Jahr DDR-Meister wurde. Mit 23 Punktspieleinsätzen war er als Stürmer am Erfolg der Erfurter entscheidend beteiligt. Ein Jahr später konnte Erfurt den Titelgewinn wiederholen, doch war Konzack diesmal nur in sechs Punktspielen eingesetzt worden. 
1955 kehrte er nach Leipzig zurück und schloss sich dem Nachfolger seiner ehemaligen Mannschaft, dem SC Lokomotive Leipzig an. Hier absolvierte er bis 1960 weitere 132 Spiele in der Oberliga. Am 22. Dezember 1957 wurde er mit den Leipzigern DDR-Pokalsieger nach einem 2:1-Sieg über den SC Empor Rostock. Auch ein Jahr später wirkte er in den letzten acht Minuten der Verlängerung im Pokalendspiel mit, unterlag mit seiner Mannschaft aber dem SC Einheit Dresden mit 1:2. 
Zum Ende der Saison 1960 beendete Konzack seine Oberligalaufbahn und ging als Spielertrainer zur drittklassigen BSG Chemie Riesa. Als die Mannschaft 1963 nach der Auflösung der II. DDR-Liga in die Bezirksliga Dresden abstieg, kehrte er wiederum nach Leipzig zurück und übernahm dort das Training der Reservemannschaft des neu gegründeten SC Leipzig. Für eine Saison übernahm er 1965/66 das Traineramt der Oberligamannschaft der Leipziger. Da auch er die Mannschaft nicht zur erhofften Spitzenstellung bringen konnte, musste er im Sommer 1966 zur zweitklassigen BSG Motor Steinach wechseln. Nach einem 6. und einem 4. Platz in der DDR-Liga übernahm Konzack zur Saison 1968/69 den Oberligaabsteiger Lok Stendal. In seiner ersten Saison in Stendal verpasste seine Mannschaft mit Platz 2 nur knapp den Aufstieg und lag nach Beendigung der ersten Halbserie 1969/70 mit 20:6 Punkten noch gut im Rennen. Trotzdem wurde Konzack nach nur eineinhalb Jahren auch von Lok Stendal entlassen und musste bei der BSG Lok die Funktion eines wissenschaftlichen Beraters annehmen. Im Sommer 1970 ging er zum Oberligisten 1. FC Magdeburg, wo er für sechs Jahre Assistenztrainer unter Heinz Krügel wurde.
1978 übernahm er nochmals für eine Saison ein Traineramt beim DDR-Ligisten BSG Stahl Hennigsdorf.